# Raphidia funerata
Florissantoraphidia funerata là một loài côn trùng trong họ Raphidiidae thuộc bộ Raphidioptera. Loài này được Engel miêu tả năm 2003.